# 犹太人问题
犹太人问题是19至20世纪期間欧洲社会中就犹太人的合适地位和待遇的一场广泛辩论。这論題与其他「國族問題」的类似辩论一樣，涉及犹太人在18至20世纪的欧洲作为社会中少数群体的公民、法律、民族和政治地位。
这场辩论由來自西欧和中欧社会、受到启蒙时代和法国大革命理想影响的政治家和作家所发起。辩论的要點包括針對犹太人的法律和经济歧視（例如犹太人配额和種族隔离）、犹太人同化、犹太解放运动和犹太启蒙运动等等。
从1880年代起，反犹运动一直利用此術語，并以納粹時期的用語「犹太人问题的最终解决方案」達至高峰。同样地，此論調亦被建立一个自治的犹太家园或犹太主权国家的支持者和反对者所使用。

## 「犹太人问题」的历史
早于1750年左右，「犹太人问题」一词在英国開始被人使用，在1753 年《犹太人归化法案》相关的辩论中有提及該術語。 根据大屠杀学者露西·達維多維茲的说法，基於政治民族主義和民族国家思想的冒起，西欧社會開始使用「犹太人问题」一词以回應犹太人作为一个清晰和堅持单一性的民族的消极态度。 達維多維茲写道：「犹太人解放运动和欧洲反犹主义的历史填满『对犹太人问题的解决方案』的內容。」 
在1789年法国大革命之后，这个问题繼續被法国學術界讨论。1843 年，德國哲學家布鲁诺·鲍威尔出版的著作《犹太人问题》（Die Judenfrage）被德国學術界讨论。鲍威尔认为犹太人只有放下他們的宗教意识才能实现政治解放。他指出要達至政治解放，猶太人需要一个世俗国家。 1898 年，現代以色列的國父西奥多·赫茨尔的著作《猶太國》提倡錫安主義，指建立一个独立的犹太国家（最好是在巴勒斯坦）是「犹太人问题的现代解决方案」。 
根据希伯来大学史學家奧托·德芙·卡爾卡 的说法，該術語在 19 世纪德国社會讨论犹太解放运动時被广泛使用。 在 19 世纪，数百篇关于这論题的文章和书籍面世，其中许多提出了诸如重新安置、驱逐或同化犹太人之类的解决方案。相反地，有数百篇反对这些解决方案的作品提供了诸如重新融合和教育之类的解决方案。然而，这场辩论无法斷定犹太人问题的起因是否更多的源於德国犹太人自身還是其反对者。
自 1860 年左右开始，这術語越来越較倾向被反犹主義者使用：犹太人在这術語下被形容是德国人民族认同和凝聚力的绊脚石，是德国人自己国家的敌人。 威廉·马尔、欧根·卡尔·杜林、特奧多爾·弗里奇、休斯顿·斯图尔特·张伯伦、保罗·迪·拉加德等反犹主义者宣称这是一个无法通过融合解决的种族问题。他们强调这一点以加强他们对德國新闻、教育、文化、国家和经济的「去犹太化」要求。他们还提议谴责犹太人和非犹太人之间的通婚。他们利用这词語将犹太人从他们所谓的社会主导地位中驱逐出去。
在 20 世纪早期和中期，纳粹德國以最臭名昭著的方式利用了这術語。纳粹政權在第二次世界大战期间進行猶太人大屠杀，实施了他们所谓的「犹太人问题的最终解决方案」，试图在欧洲大陸將犹太人灭绝。  

## 布鲁诺·鲍威尔——犹太人问题
在布鲁诺·鲍威尔的著作《犹太人问题》（1843年）中，鲍威尔认为犹太人只有放弃他们特定的宗教意识才能实现政治解放。他认为要達至政治解放 ，猶太人需要一个世俗国家，而这样的国家并没有為宗教等社会地位留下任何「空间」。鲍威尔看来，这种宗教要求与「人权」理念並不相容。对鲍威尔来说，真正的政治解放需要废除宗教。 

## 卡尔·马克思——论犹太人问题
卡尔·马克思在他 1844 年的著作《论犹太人问题》中回應鲍威尔。马克思反对鲍威尔的观点，即犹太宗教的本质阻止了犹太人的同化。马克思亦攻击鲍威尔对「犹太人能否在政治上获得解放」这一问题上的表述，指該表述從根本上掩盖政治解放的本质。 
马克思以鲍威尔的论文为契机，对自由权利进行了分析。马克思认为，鲍威尔关于在「世俗国家」中宗教将不會再在社会生活中发挥突出作用的假设是错误的。例如，马克思提到了宗教在美国的普遍性。与普鲁士不同，美国没有国教。在马克思的分析中，「世俗国家」并不反对宗教，而是假定宗教。取消公民的宗教或财产资格并不代表废除宗教或财产，而是将两者自然化并引入一种抽象的方式去看待每个人。 在这一点上，马克思超越了宗教自由问题，转向了他对鲍威尔就「政治解放」的分析的真正关注。马克思的结论是，虽然每个人在世俗国家中可以「政治上」自由，但他们仍然受到经济不平等的物质限制，这一假设后来成为他批判资本主义的基础。

## 马克思之后

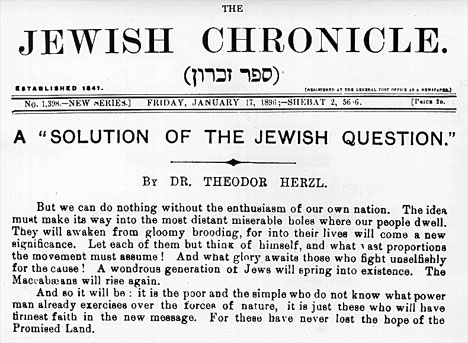
《犹太記事報》為赫茨尔的《犹太国》「一个犹太人问题的解决方案」宣傳。

德國社會學家维尔纳·桑巴特称赞犹太人的资本主义，并将 17 至 18 世纪的宫廷犹太人形容为融合和一体化的模范。 到 20 世纪之交，这一争论仍在广泛讨论中。法国的德雷福斯事件被反犹主义者用作证据，以增加这问题的嚴重性。在宗教和政治精英當中，有些人继续支持欧洲的猶太人同化和政治参与；而其他人，如赫茨尔，则推動錫安主义事业，以建立一个單一的犹太国家為目標。  1880 年至 1920 年间，由於东欧的反猶騷亂持續，数百万犹太人移民到其他地方，主要是美国和西欧，自行為猶太人問題创造了解决方案。

## 「最终解决方案」
在纳粹德国，「犹太人问题」这个術語指的是犹太人存在於德国為国家带来了问题的信念。 1933年，两位纳粹理论家约翰·馮·雷爾斯和阿希姆·格爾克都提出透过将犹太人安置在马达加斯加、非洲或南美洲的其他地方来解决犹太人问题。他们还讨论支持德国錫安主义者的利弊。馮·雷爾斯断言，在巴勒斯坦託管地建立犹太家园会给该地区带来人道主义和政治问题。 
1933 年阿道夫·希特勒掌权后，纳粹德國开始实施越来越严厉的措施，旨在将犹太人从德国和（最终）整个欧洲隔离并最终驱逐出去。 下一阶段是通过纽伦堡法案迫害犹太人和剥夺他们的公民身份。  后来，在第二次世界大战期间，纳粹政權建立国營的集中营拘留场所。 最后，纳粹政權实施了对犹太人的系统灭绝（大屠杀）， 作为所谓的犹太人问题的最终解决方案。   
纳粹政治宣传为了操纵公众而製作，其中最著名的例子是在《人类遗传教学和種族優生基础》中引用Eugen Fischer 、 Fritz Lenz和埃尔温·鲍尔等人的作品。卡爾·賓登和阿爾弗雷德·奧什所著的《允许毁灭不值得活的生命》以及格哈德·基特爾提倡的伪奖学金也发挥了政治宣传作用。在被占领的法国，维希傀儡政权建立了自己的犹太人问题研究所。

## 欧洲以外
一些歐洲定居殖民國家委婉地討論了「猶太人問題」，即使在大屠殺進行中。美國著名軍官查爾斯·林德伯格在公開演講和寫作中反複使用這個詞語，例如在他 1941 年 9 月 18 日的日記（於 1970 年作為《查爾斯·A·林德伯格的戰時期刊》的一部分發表），他寫道：
迈克尔·T·弗林說他不質疑我在德梅因 所說的話的真實性，但覺得提及猶太人問題是不可取的。我很難理解弗林的態度。他和我一樣強烈地認為猶太人是推動這個國家走向戰爭的主要影響原因之一。他經常這麼說，現在他也這麼說。他非常願意在一小群人中私下談論這件事。

## 当代利用
一个主要的反犹阴谋论是指犹太人一直对媒体、银行和政治有不当影响。基于这种阴谋论，某些团体和行動人士讨论了「犹太人问题」，并提出了不同的解决方案。在 21 世纪初，白人民族主义者、另类右翼分子和新纳粹分子使用缩写“JQ”来指代犹太人问题。